# Anton Lavrin
 (décembre 2018).
Si vous disposez d'ouvrages ou d'articles de référence ou si vous connaissez des sites web de qualité traitant du thème abordé ici, merci de compléter l'article en donnant les références utiles à sa vérifiabilité et en les liant à la section « Notes et références ».
Anton Lavrin (né le 21 janvier 1789 à Vipava, Saint-Empire romain germanique - mort le 12 juin 1869 à  Milan) est un diplomate et un égyptologue.

## Biographie
Anton Lavrin naît le 21 janvier 1789 à Vipava dans une famille aisée. Il fréquente le lycée de Gorizia, avant d'aller étudier la théologie à Ljubljana puis le droit à Vienne. Il obtient son diplôme de droit en 1816. Il travaille ensuite au ministère du Commerce. Grâce à sa connaissance des langues, et particulièrement de l'italien, il devient en 1822 officier consulaire à Palerme, Naples et Messine. En 1828, il est nommé consul général à Palerme.
En 1834, il est nommé consul général d'Autriche en Égypte, à Alexandrie. En 1841, il effectue une habile médiation au cours du conflit opposant le gouvernement turc au vice-roi d'Égypte. En reconnaissance de son travail, il reçoit la distinction du sultan turc, et l'empereur d'Autriche Ferdinand Ier l'élève au rang de chevalier de l'Ordre de la Couronne de fer de 3e classe. Pendant son service en Égypte, il se rend fréquemment à Jérusalem où il vient en aide aux chrétiens. En reconnaissance, le pape Grégoire XVI lui confère le titre de Dignitarius terrae sanctae (Dignitaire de Terre Sainte). Il aide également le missionnaire et explorateur slovène Ignacij Knoblehar dans son travail.
Lavrin est un grand collectionneur amateur et un fin connaisseur des monuments de l'Égypte antique. Déjà intéressé par le patrimoine culturel romain de Gorizia, il se passionne pour la culture égyptienne après son arrivée en Égypte et commence l’exploration. Si, d'un côté, le poste de consul lui simplifie l'accès aux sites archéologiques, de l'autre, les obligations professionnelles qui en découlent l’empêchent de consacrer plus de temps aux fouilles. Il entre aussi en relation avec Yusuf Massara, commerçant d'antiquités très réputé.
En 1849 et 1850, Lavrin envoie deux rapports à l'Académie des sciences de Vienne. Dans le premier, il décrit son voyage à Memphis, où il visite le site archéologique, paye des fouilles et inspecte deux tombeaux pillés. Il mentionne également la Mithra de l'époque romaine et le tombeau des taureaux sacrés d'Apis. Son second rapport aborde le commerce des antiquités. Lavrin collectionne des antiquités égyptiennes dans sa villa d'Alexandrie. Il envoie une grande partie de sa collection à l'archiduc Maximilien pour son château de Miramare près de Trieste. Après la mort de ce dernier, les objets sont transportés au musée de Vienne.
Il envoie également quelque 200 antiquités égyptiennes au musée provincial de Carniole à Ljubljana, dont un cercueil en bois contenant la momie du prêtre Isahta, aujourd'hui conservée au musée national de Ljubljana. Il rédige également des textes sur les monuments égyptiens et devient ainsi membre des instituts archéologiques de Rome et Athènes, mais aussi membre honoraire de la Société du musée de Ljubljana.
Ses armoiries témoignent également de sa passion pour les antiquités égyptiennes. Elles représentent en effet trois sphinx et deux rameaux d'olivier. Lavrin se lie également d'amitié avec le consul et colonel anglais Vyse. Ils visitent ensemble les fouilles des pyramides de Khéops. La signature de Lavrin a été retrouvée sur la pyramide (la coutume voulait que l'on inscrive sa signature sur le monument que l’on avait visité).
Il rapporte dans sa ville natale de Vipava deux sarcophages égyptiens, découverts dans un tombeau de la dynastie égyptienne à Gizeh. Dans les sarcophages, qui datent d'environ -2450, reposent ses parents Jernej et Jožefa ainsi que son jeune fils Albert.
En 1849, il est rappelé d'Égypte et muté à Bucarest. En 1854, il devient conseiller de ministre à Vienne, où il demeure jusqu’à sa retraite en 1858. Sa mauvaise santé le pousse à déménager à Milan où il meurt le 12 juin 1869 et où il est enterré.

## Sources
- (en) The Egyptian Sarcophagi of Vipava
- (sl) Anton Lavrin
- (sl) Pomembne osebnosti
- (sl) Egipčanska sarkofaga